# Engelsk Wikipedia
Engelsk Wikipedia (engelsk: English-language Wikipedia,  dansk: den engelsksprogede Wikipedia) er den engelsksprogede  version af det verdensomspændende encyklopædi-projekt Wikipedia. Den blev grundlagt den 15. januar 2001, og nåede to millioner artikler omkring september 2007.  I januar 2019 var der over 5.780.000 artikler. I 2007 var omtrent en fjerdedel af alle artikler på Wikipedia på engelsk, den andel er faldet støt siden 2003 på grund af væksten i de andre sprogudgaver af Wikipedia.
Den engelsksprogede Wikipedia er i januar 2019 fortsat den største Wikipedia med omkring 400.000 artikler mere end den næststørste, Cebuano Wikipedia.
Pr. mandag den 18. august 2025 har den engelsksprogede Wikipedia 7.041.425 artikler, 106.951 aktive bidragydere og 838 administratorer.
Kildehenvisningssystemer på den engelske Wikipedia benytter som andre Wikipedia-udgaver af det såkaldte ref-tag.
Til formateringen af kilderne kan anvendes specielle skabeloner der i nogen grad overlapper med andre sprogversioners skabeloner.
En opgørelse baseret på data fra 2020 fandt at den engelske Wikipedia havde lidt over 29 millioner kilderhenvisninger, hvoraf omkring 5,4 millioner kunne klassificeres som en henvisning til en bog, 2,4 millioner til en videnskabelig artikler og resten som web-indhold.

## Pionerredigering
Den engelske Wikipedia var den første udgave af Wikipedia som blev etableret, og er forblevet den største. Den har været en pioner for den politik og opsætning som siden er blevet adopteret af andre Wikipedia-udgaver, og den har på nogle punkter adopteret ideer fra tysk Wikipedia og fra andre mindre udgaver også. Dette inkluderer "anbefalede artikler", neutralitetspolitik, navigering, sortering af korte "stub"-artikler i subkategorier, diskutere løsningsmekanismer, så som fredsmægling og høringer, og ugens samarbejde.
Mange af de mest aktive støttepiller i Wikimedia Foundation og udviklere af MediaWikisoftwaren, der driver Wikipedia, er også brugere på engelsk Wikipedia.